# Лудогорие (защитена зона)
Лудогорие е защитена зона от Натура 2000 по директивата за опазване на дивите птици. Обхваща географската област Лудогорие и части от западната част на Добруджа. Заема площ от 91 389 ha.

## Граници
Територията ѝ попада в рамките на 14 общини от областите Русе, Силистра и Разград.

## Флора
Релефът е равнинно-хълмист с характерни форми – каньоновидни суходолия, льосовидни блюдца, карови полета. Половината от общата площ на мястото е заета от широколистни гори, а другата половина са обработваеми площи и пасища. Горите са предимно смесени от сребролистна липа с обикновен габър или цер, на места и с горун и полски клен. Преобладават горите с издънков произход. Има и големи площи изкуствени насаждения от акация.

## Фауна
В защитената зона са установени 115 вида гнездящи птици, от които 31 са включени в Червената книга на България. Лудогорието е едно от най-важните места в България за опазването на 9 гнездящи вида – малък креслив орел, черна каня, белоопашат мишелов, червен ангъч, горска чучулига, градинска овесарка, козодой, синявица и черночела сврачка.